# Altin Rrica
Altin Rrica (Tirana, 13 dicembre 1973) è un ex calciatore albanese, di ruolo centrocampista.

## Carriera

### Nazionale
Ha collezionato 2 presenze con la Nazionale albanese.